# Kapušany
Kapušany (em húngaro: Kapi) é um município da Eslováquia, situado no distrito de Prešov, na região de Prešov. Tem 11,31 km² de área e sua população em 2018 foi estimada em 2236 habitantes.

## Demografia
| Ano:        | 1994 | 2004   | 2014   | 2024   |
| ----------- | ---- | ------ | ------ | ------ |
| Broj ljudi: | 1902 | 2090   | 2176   | 2156   |
| Razlika:    |      | +9,88% | +4,11% | -0,91% |

| Ano:               | 2023 | 2024   |
| ------------------ | ---- | ------ |
| Número de pessoas: | 2147 | 2156   |
| Diferença:         |      | +0,41% |